# Memphis Facula
Memphis Facula je palimpsest na Ganimedu, najvećem jupiterovom satelitu.
Promjera je oko 360 km, a nalazi se u jugozapadnom dijelu Galileo Regio, ogromnog gotovo kružnog tamnog područja na Ganimedovoj sjevernoj polutci. Danas je gotovo ravan, a nekoć je to bio duboki udarni krater čiji su se zidovi slegli, a dno mu se izostatski podiglo, izravnavajući preostalu topografiju.
Morfologija većih palimpsesta kao što je Memphis Facula sugerira da je Ganimedova ledena kora u vrijeme udara bila debela oko 10 km i da ju je udar probio, dopuštajući bljuzgavici i tekućini ispod da ispune i poravnaju krater.